# BKK Ford & Rheinland
Die BKK Ford & Rheinland war eine deutsche offene Betriebskrankenkasse.
Die Krankenkasse war bundesweit geöffnet und hatte ihren Sitz in Köln. Sie entstand 2003 durch Fusion der Kassen für die kölnischen Ford-Werke mit denen für zahlreiche rheinische Traditionsunternehmen.
Die BKK Ford & Rheinland fusionierte zum 1. Januar 2010 mit der Pronova BKK und der BKK Goetze & Partner. Der Zusammenschluss trägt den Namen Pronova BKK.

## Weblink
- Internetpräsenz der Pronova BKK (vormals BKK Ford & Rheinland)